# Nyceryx distans
Nyceryx distans är en fjärilsart som beskrevs av Jean Baptiste Boisduval 1875. Nyceryx distans ingår i släktet Nyceryx och familjen svärmare. Inga underarter finns listade i Catalogue of Life.